# نشانگان تنفسی حاد
سندرم تنفسی حاد یا سارس برگرفته از (Severe acute respiratory syndrome); (SARS)، یا نشانگان تنفسی حاد، نوعی بیماری خطرناک تنفسی ویروسی با منشأ زئونوتیک است که توسط کروناویروس SARS (SARS-CoV) ایجاد می‌شود. از نوامبر ۲۰۰۲ تا ژوئیهٔ ۲۰۰۳ شیوع این بیماری در جنوب جمهوری خلق چین باعث بروز ۸٬۰۹۸ مورد بیماری احتمالی شد و در پایان مرگ ۷۷۴ تن در ۱۷ کشور گزارش شد.

## پیدایش و همه‌گیری
به دلیل تغییراتی ژنتیکی که با گذشت زمان در کروناویروس اتفاق افتاد، در سال ۲۰۰۳ (۱۳۸۱) این ویروس باعث ایجاد بیماری سارس (سندرم شدید حاد تنفسی) در چین شد. سارس به سرعت به ۱۷ کشور، با بیشتر موارد آن در سرزمین اصلی چین و هنگ کنگ، و بر پایهٔ گزارش سازمان بهداشت جهانی (WHO) با تلفات (۹٫۶٪)، به دیگر کشورهای آسیای شرقی مانند؛ تایلند، ویتنام و سنگاپور، سپس به کشورهای آمریکای شمالی مانند کانادا و آمریکا سرایت کرد.

## منشأ
ویروس سارس از خفاش و سپس از طريق ميزبان دوم، كه هنوز مشخص نيست به انسان رسید.

## بیماریزایی
علائم اولیه شبیه آنفلوآنزا است (تب، خستگی، بدن‌درد، سرفه و گلودرد). سپس علائم تنفسی مانند تنگی نفس و دشواری تنفس، تشدید می‌شود. در واقع بیماری با علایم شبه سرماخوردگی، تب ۳۸ درجه، درد عضلات و سرفه خشک آغاز شده و توسعه می‌یابد. عکس ریه در تعدادی از بیماران علایم سینه‌پهلوی یک‌طرفه یا دوطرفه را نشان می‌دهد. علایم آزمایشگاهی می‌تواند شامل لنفوپنی، کاهش اکسیژن خون و افزایش CPK و LDH باشد. درمان آنتی‌بیوتیک سودی ندارد و داروهای تب بُر، اکسیژن کمکی و … مفیدند. جهت جلوگیری از انتقال بیماری، قرنطینه بیمار بسیار مهم است.